# Fidine Nadalè
Fidine Nadalè, née Hélène Finanou Dadjeodi à Doukoula dans la région de l'Extrême-Nord du Cameroun, est une enseignante et dramaturge camerounaise d'expression française. Elle est la première femme du Septentrion à exercer dans le genre théâtral.

## Biographie

### Enfance et formation
Fidine fait ses études primaires dans les écoles publiques de Doukoula puis de Makary. Son cursus secondaire débute au CES de Makary et s'achève au lycée de Kaélé où elle obtient son Baccalauréat A4. Elle entame son parcours académique à l’université de Ngaoundéré où elle obtient une maîtrise en Lettres d’expression française (LEF) option Langue française,.
En 2005, elle entre à l’École normale supérieure de Yaoundé et deux ans plus tard, elle y obtient un Diplôme de Professeur de l’Enseignement Secondaire 2e grade (DIPES II). Elle rejoint son service en 2008 dans la ville de Maroua au CES de Kakataré.
En 2012, elle est nommée censeur au Lycée de Maroua Domayo où elle enseigne les disciplines de langue française.ne résidence d'artistes au 
En 2020, elle effectue une résidence à l'Association des centres culturels de rencontre (ACCR).

### Carrière

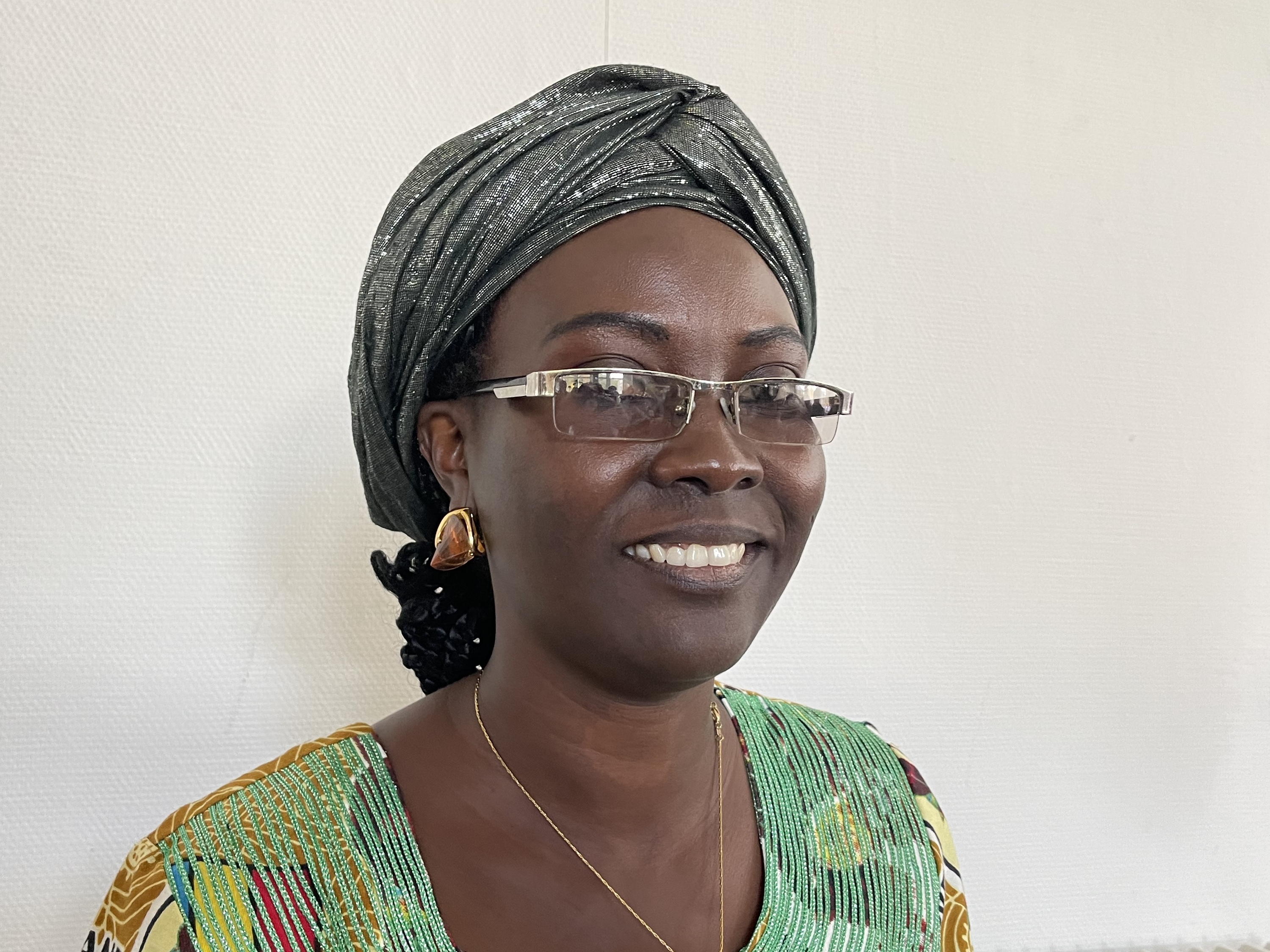
Nadale Fidine en 2024 au festival des Zébrures du printemps à Limoges.

À part son métier d'enseignante, Fidine est une passionnée de littérature. En 2008, elle se lance dans l'écriture et sort une pièce de théâtre qu’elle intitule Rien. Cette pièce sera améliorée  et s'intitulera Bouillon de thèses qui parait en janvier 2018 aux éditions Auteurs pluriels,. La même année, elle publie avec la même maison d'éditions « Pensées-éclairs », un recueil de poèmes.
Elle anime à la Bibliothèque du Radel un café littéraire, Rad’art.

### Vie de famille
Fidine est mariée et mère de plusieurs enfants.

## Œuvres
- Fidine Nadalè, Revers, Éditions Lupeppo, 2023[6],[7]
- Fidine Nadalè, L’odeur du temps, 2022[6]
- Fidine Nadalè, Bouillon de thèses, Yaoundé, Éditions Auteurs pluriels, 2018 (ISBN 978-9956-589-12-8)[4],[5]
- Fidine Nadalè, Pensées-éclairs, Yaoundé, Éditions Auteurs pluriels, 2018 (ISBN 978-9956-589-12-8)[3]